# Dicrodiplosis minuta
Dicrodiplosis minuta är en tvåvingeart som beskrevs av Shinji 1939. Dicrodiplosis minuta ingår i släktet Dicrodiplosis och familjen gallmyggor. Inga underarter finns listade i Catalogue of Life.